# Léon Defosset
Pour les articles homonymes, voir Defosset.
Léon J.Gh. Defosset, né dans la commune de Leignon le 13 mars 1925 et mort à Woluwe-Saint-Lambert le 25 septembre 1991, est un homme politique du Front démocratique des francophones et un militant wallon.

## Biographie
Léon Defosset, docteur en droit à Bruxelles, fut d'abord actif au Parti communiste puis dans le Mouvement populaire wallon de Bruxelles. Il prit une part active dans le Pétitionnement wallon (qui fut également organisé à Bruxelles où il recueillit 120 000 signatures). Il fut l'un des premiers élus Front démocratique des francophones en 1965. Il fut président de la structure commune au FDF et au Rassemblement wallon à la tête de laquelle il succéda à Jean Duvieusart de 1972 à 1974. Président du FDF de 1975 à 1977, il est également bourgmestre d'Etterbeek de 1971 à 1991. Membre de la tendance de gauche du FDF, il rompit avec ce parti en 1985 et siégea seul comme député jusqu'en 1988 dans le Rassemblement démocratique bruxellois, comme apparenté au Parti socialiste. Selon l'Encyclopédie du Mouvement wallon, cette rupture intervient à cause de la place trop étroite laissée aux militants wallons dans le parti, à cause de l'hostilité à l'égard du rôle qu'Antoinette Spaak entend y jouer.
Il a été ministre des PTT de 1977 à 1979, puis président de la Région de Bruxelles-Capitale et membre de l'exécutif bruxellois (alors encore englobé dans le Gouvernement central). C'est à ce titre qu'il fut révoqué par le roi, par un acte contresigné par Wilfried Martens, en même temps que Lucien Outers.